# Cykling under sommer-OL 2016 – Holdsprint (damer)
Banecyklingens holdsprint for damer under sommer-OL 2016 blev arrangeret 12. august i Rio Olympic Velodrome.

## Medaljefordeling
| Medaljevindere                     | Medaljevindere                                | Medaljevindere                           | Medaljevindere |
| ---------------------------------- | --------------------------------------------- | ---------------------------------------- | -------------- |
| Guld                               | Sølv                                          | Bronze                                   |                |
| Kina · Gong Jinjie · Zhong Tianshi | Rusland · Darja Sjmeleva · Anastasija Vojnova | Tyskland · Kristina Vogel · Miriam Welte |                |

## Resultater

### Kvalifikation
| Rang | Nation      | Ryttere                           | Tid    | Noter |
| ---- | ----------- | --------------------------------- | ------ | ----- |
| 1    | Kina        | Gong Jinjie Zhong Tianshi         | 32.305 | Q, OR |
| 2    | Rusland     | Darja Sjmeleva Anastasija Vojnova | 32.655 | Q     |
| 3    | Tyskland    | Kristina Vogel Miriam Welte       | 32.673 | Q     |
| 4    | Australien  | Anna Meares Stephanie Morton      | 32.881 | Q     |
| 5    | Holland     | Laurine van Riessen Elis Ligtlee  | 33.189 | Q     |
| 6    | Frankrig    | Sandie Clair Virginie Cueff       | 33.625 | Q     |
| 7    | Canada      | Kate O'Brien Monique Sullivan     | 33.735 | Q     |
| 8    | Spanien     | Tania Calvo Helena Casas          | 33.891 | Q     |
| 9    | New Zealand | Natasha Hansen Olivia Podmore     | 34.346 |       |

### Første runde
| Rang | Heat | Nation     | Ryttere                           | Tid    | Noter     |
| ---- | ---- | ---------- | --------------------------------- | ------ | --------- |
| 1    | 4    | Kina       | Gong Jinjie Zhong Tianshi         | 31.928 | Q, WR, OR |
| 2    | 3    | Rusland    | Darja Sjmeleva Anastasija Vojnova | 32.324 | Q         |
| 3    | 1    | Australien | Anna Meares Stephanie Morton      | 32.636 | Q         |
| 4    | 2    | Tyskland   | Kristina Vogel Miriam Welte       | 32.806 | Q         |
| 5    | 1    | Holland    | Laurine van Riessen Elis Ligtlee  | 32.792 |           |
| 6    | 2    | Frankrig   | Sandie Clair Virginie Cueff       | 33.517 |           |
| 7    | 4    | Spanien    | Tania Calvo Helena Casas          | 33.531 |           |
| 8    | 3    | Canada     | Kate O'Brien Monique Sullivan     | 33.684 |           |

### Finaler

#### Bronzefinale
| Rang | Nation     | Ryttere                      | Tid    |
| ---- | ---------- | ---------------------------- | ------ |
| 3    | Tyskland   | Kristina Vogel Miriam Welte  | 32.636 |
| 4    | Australien | Anna Meares Stephanie Morton | 32.658 |

#### Guldfinale
| Rang | Nation  | Ryttere                           | Tid    |
| ---- | ------- | --------------------------------- | ------ |
| 1    | Kina    | Gong Jinjie Zhong Tianshi         | 32.107 |
| 2    | Rusland | Darja Sjmeleva Anastasija Vojnova | 32.401 |